# Phylas (père de Polymele)
Pour les articles homonymes, voir Phylas.
Dans la mythologie grecque, Phylas (en grec ancien Φύλας / Phylas) est le père de la danseuse Polymèle et le grand-père d'Eudore. 

## Sources
- Homère, Iliade, XVI, 180-181